# Roddie Edmonds
Roddie Edmonds (ur. 20 sierpnia 1919, zm. 8 sierpnia 1985) – amerykański żołnierz uhonorowany Medalem Sprawiedliwy wśród Narodów Świata.

## Życie i działalność
W czasie II wojny światowej w stopniu starszego sierżanta brał udział w bitwie o Ardeny w ramach 422. Pułku 106. Dywizji Piechoty United States Army dostając się do niewoli niemieckiej. Był jeńcem Stalagu IXA koło Ziegenhain, jednocześnie będą najwyższym stopniem podoficerem spośród jeńców. W styczniu 1945 roku niemiecki komendant obozu major Siegmann wydał mu polecenie, aby nazajutrz nakazał zgłosić się wszystkim jeńcom pochodzenia żydowskiego. Wbrew poleceniu komendanta, Edmonds nakazał w czasie apelu stawić się wszystkim jeńcom i mimo żądań komendanta oraz groźby rozstrzelania odmówił wskazania jeńców pochodzenia żydowskiego. 
27 stycznia 2016 roku w ramach obchodów Międzynarodowego Dnia Pamięci o Ofiarach Holokaustu został pośmiertnie uhonorowany podczas uroczystości w ambasadzie Izraela w Waszyngtonie – Medalem Sprawiedliwy wśród Narodów Świata. W uroczystości wziął udział Prezydent Stanów Zjednoczonych Barack Obama. Wraz z Roddie Edmondsem uhonorowani zostali Lois Gunden oraz Maryla i Walery Zbijewscy.